# Adıyaman (district)
Adıyaman is een district in de Turkse provincie Adıyaman. Het district telt 254.505 inwoners (2007).

## Verdere plaatsen in het district
Ağaçkonak • Ahmethoca • Akçalı • Akdere • Akpınar • Akıncılar • Akyazı • Alibey • Ardıçoluk • Aydınlar • Bağdere • Bağlıca • Bağpınar • Başpınar • Battalhöyük • Bebek • Boğazözü • Bozhöyük • Boztepe • Börkenek • Büklüm • Büyükkırıklı • Büyükkavaklı • Çamgazi • Çamlıca • Çamyurdu • Çatalağaç • Çayırlı • Çaylı • Çemberlitaş • Çobandede • Dandırmaz • Dardağan • Davuthan • Derinsu • Dişbudak • Doyran • Durak • Durukaynak • Ekinci • Elmacık • Esence • Esentepe • Eskihüsnümansur • Gökçay • Gölpınar • Gözebaşı • Gümüşkaya • Güneşli • Güzelyurt • Hacıhalil • Hasankendi • İnceler • İndere • Karaağaç • Karagöl • Karahöyük • Kızılcapınar • Karakoç • Kızılcahöyük • Kaşköy • Kavak • Kayacık • Kayaönü • Kayatepe • Kemerkaya • Kındırali • Koçali • Kozan • Kuşakkaya • Kuştepe • Kuyucak • Kuyulu • Külafhöyük • Mestan • Narince • Olgunlar • Oluklu • Ormaniçi • Palanlı • Paşamezrası • Payamlı • Pınaryayla • Sarıharman • Sarıkaya • Şerefli • Taşgedik • Taşpınar • Tekpınar • Toptepe • Uzunpınar • Uğurca • Uludam • Uzunköy • Yarmakaya • Yayladamı • Yazıbaşı • Yazıca • Yazlık • Yedioluk • Yenice • Yenigüven • Yeniköy • Yeşilova • Yeşiltepe • Ziyaretpayamlı